# Laz Alonso
Lazaro 'Laz' Alonso (Washington D.C., 25 maart 1974) is een Amerikaans acteur

## Biografie
Alonso werd geboren in Washington D.C. en is van Cubaanse afkomst. Hij studeerde af met een BBA in marketing aan de Howard-universiteit in Washington D.C.. Na zijn studie begon hij te werken als investeringsbankier bij Merrill Lynch op Wall Street. Hierna besloot hij zijn carrière te beginnen als acteur en verhuisde naar Los Angeles voor zijn carrière. 
Alonso begon in 2000 met acteren in de film Disappearing Acts, waarna hij nog meerdere rollen speelde in films en televisieseries. Hij is onder andere bekend van zijn rol als rechercheur Billy Soto in de televisieserie The Mysteries of Laura (2014-2015). Alonso speelde in 2011 een rol in de film Jumping the Broom, hiervoor werd hij genomineerd voor een BET Awards en Black Reel Award en won hiervoor een Image Award.

## Filmografie

### Films
Uitgezonderd korte films.
- 2021 Cash Truck - als Carlos
- 2018 Armed - als Jessie
- 2018 Traffik - als Darren
- 2017 Detroit - als Conyers
- 2013 Battle of the Year - als Dante Graham
- 2013 Fast & Furious 6 - als Fenix
- 2011 Straw Dogs - als John Burke
- 2011 Jumping the Broom - als Jason Taylor
- 2010 Just Wright - als Mark Matthews
- 2009 Down for Life - als officier Barber
- 2009 Avatar - als Tsu'tey
- 2009 U.S. Attorney - als Henry Williams
- 2009 Fast & Furious - als Fenix
- 2008 Miracle at St. Anna - als korporaal Hector Negron
- 2007 Divine Intervention - als Deacon Wells
- 2007 This Christmas - als Malcolm Moore
- 2007 Bunny Whipped - als Kenny Kent
- 2007 Captivity - als rechercheur Ray Di Santos
- 2007 Stomp the Yard - als Zeke
- 2006 The Last Stand - als Wesley
- 2005 Jarhead - als Ramon Escobar
- 2005 Issues - als Damien
- 2005 Flip the Script - als Nelson
- 2005 The Tenants - als Jacob 32
- 2005 Constantine - als beveiliger mortuarium
- 2005 All Souls Day: Dia de los Muertos - als Tyler
- 2004 Hittin' It! - als Chris B.
- 2003 Leprechaun: Back 2 tha Hood - als Rory
- 2003 Crime Partners - als David Little
- 2002 All Night Bodega - als Angel
- 2002 G - als Craig Lewis
- 2001 Down to Earth - als BET aankondiger
- 2001 30 Years to Life - als Richard
- 2000 Disappearing Acts - als verhuizer

### Televisieseries
Uitgezonderd eenmalige gastrollen.
- 2023 My Dad the Bounty Hunter - als Terry / Sabo Brok (stem) - 19 afl.
- 2019-2022 The Boys - als Mother's Milk - 24 afl.
- 2020-2021 Power Book II: Ghost - als rechercheur Samuel Santana - 2 afl.
- 2019 L.A.'s Finest - als Warren Hendrix - 9 afl.
- 2019 L.A.'s Finest: Behind the Scenes Extras - als Warren Hendrix - 7 afl.
- 2018 The Bobby Brown Story - als Louil Silas jr. - 2 afl.
- 2014-2016 The Mysteries of Laura - als rechercheur Billy Soto - 38 afl.
- 2013 Person of Interest - als Paul Carter - 2 afl.
- 2013 Deception - als Will Moreno - 11 afl.
- 2011-2012 Breakout Kings - als Charlie Duchamp - 14 afl.
- 2010-2011 Southland - als rechercheur Gil Puente - 4 afl.
- 2007 Eyes - als James Gage - 3 afl.
- 2003-2004 One on One - als Manny - 3 afl.
- 2003 The Practice - als Derrick Mills - 2 afl.
- 2002 Providence - als Eddie - 2 afl.

- International Standard Name Identifier: 0000 0000 4897 2678
- Library of Congress Control Number: no2004042725
- Nationale Bibliotheek van Tsjechië: xx0173796
- Système universitaire de documentation: 166088811
- Virtual International Authority File: 39085400
- WorldCat: E39PBJm4TqmgQbWqmxy3hBWFKd